# Eugeniusz Cerekwicki
Eugeniusz Cerekwicki (ur. 8 lipca 1925 w Szczypiornie, dziś Kalisz, zm. 18 sierpnia 2013 w Warszawie) – polski dyplomata i funkcjonariusz służb specjalnych, chargé d’affaires PRL w Korei Północnej (ok. 1954) i Iraku (1963–1967).

## Życiorys
Syn Stefana i Seweryny. Cerekwicki od 1942 należał do Polskiej Partii Robotniczej, a od 1948 do Polskiej Zjednoczonej Partii Robotniczej. Był zastępcą komendanta powiatowego Milicji Obywatelskiej w Kaliszu (1945) oraz funkcjonariuszem Departamentu IV Ministerstwa Bezpieczeństwa Publicznego (1945−1946). Po ukończeniu rocznej Szkoły Dyplomatyczno-Konsularnej, w 1950 został pracownikiem Ministerstwa Spraw Zagranicznych. W latach 50. przebywał w ambasadzie PRL w Pjongjangu, ok. 1954 pełnił tam funkcję chargé d’affaires a.i.. I sekretarz ambasady PRL w Ottawie w latach 1958−1961. Od 10 listopada 1963 do 24 października 1967 reprezentował Polskę w Iraku jako chargé d’affaires. Był naczelnikiem jednego z wydziałów Ministerstwa Spraw Zagranicznych. W latach 80. w ramach Komitetu Dzielnicowego PZPR Warszawa-Mokotów pełnił funkcję przewodniczącego Dzielnicowej Komisji Kontroli Partyjnej i sekretarzem.
Odznaczony Złotym Krzyżem Zasługi (1954) oraz Medalem 10-lecia Polski Ludowej (1955).
Pochowany na Cmentarzu Komunalnym Południowym w Antoninowie.